# Крістансхаб Ідраетсфоренінг 70
Крістансхаб Ідраетсфоренінг 70 або просто «КІФ-70» (гренл. Christianshåb Idrætsforening 70) — професіональний ґренландський футбольний клуб з міста Касінгіаннгуїт. Крім футбольного, в клубі також діють бадмінтонне, гандбольне та волейбольне відділення.

## Історія
Футбольний клуб «Крістансхаб Ідраетсфоренінг 70» було засновано у 1970 році в місті Касінгіаннгуїт в центральній частині Західної Ґренландії. У 1979 році команда виграла своє перше та єдине на сьогодні національне чемпіонство. Останнім вагомим досягненням клубу були срібні нагороди національного чемпіонату 1983 року.

## Досягнення
- Кока-кола ҐМ
  -  Чемпіон (1): 1979
  -  Срібний призер (1): 1983
  -  Бронзовий призер (1): 1980